# William Zeytounlian
William Zeytounlian de Moraes (São Paulo, 25 de novembro de 1988) é um esgrimista e poeta brasileiro.
Começou a praticar esgrima aos 15 anos. Foi quatro vezes campeão brasileiro de sabre. Representou o Brasil nos Jogos Pan-Americanos de 2011, em Guadalajara, integrando a equipe que conquistou a medalha de bronze no sabre masculino. Em Toronto-2015, foi eliminado nas oitavas-de-final.
É mestre em História pela Unifesp e graduado pela mesma instituição. Seus poemas são marcados pelos relatos do genocídio armênio que ouviu de sua avó.

## Obras
- 2015 - Diáspora (Ed. Demônio Negro)[8]

## Títulos
- Campeonato Brasileiro de Esgrima - 2011, 2012, 2013 e 2016